# کمیته ملی ربوکاپ ایران

[http://www.robocup.org/ لوگوی فدراسیون جهانی روبوکاپ

کمیته ملی ربوکاپ ایران (با سرواژه IRNC) در مرداد ۱۳۸۵ (ژوئیهٔ ۲۰۰۶) با هدف توسعه پژوهش‌های رباتیک و هوش مصنوعی و برگزاری مسابقات روبوکاپ (RoboCup) در ایران راه‌اندازی شد. اعضای این کمیته شماری از استادان دانشگاه‌های ایران هستند. هم اکنون، مرتضی موسی‌خانی رئیس این کمیته است.  نشان ( لوگو) این انجمن توسط نوید بی بی شهربانویی در سال 1385 طراحی شده است.

## مسابقات ربوکاپ آزاد ایران
این مسابقات بین‌المللی که از فروردین ۱۳۸۵ به‌طور سالانه با حمایت فدراسیون جهانی ربوکاپ توسط کمیته ملی ربوکاپ ایران به میزبانی دانشگاه آزاد اسلامی قزوین برگزار می‌شود، محلی است برای آماده‌سازی و تقویت تیم‌های ایرانی تا در مسابقات جهانی موفق‌تر حضور پیدا کنند. در این مسابقات هر سال صدها تیم از کشورهای سرتاسر جهان شرکت می‌کنند.
| دوره         | تاریخ              | محل                                   | تعداد تیم‌ها | تعداد رشته‌ها |
| ------------ | ------------------ | ------------------------------------- | ----------- | ------------ |
| اول (2006)   | ۱۸-۲۰ فروردین 1385 | محل دایمی نمایشگاه‌های بین‌المللی تهران | 100         | 7            |
| دوم (2007)   | ۱۶-۱۸ فروردین 1386 | محل دایمی نمایشگاه‌های بین‌المللی تهران | 260         | 15           |
| سوم (2008)   | ۱۵-۱۷ فروردین 1387 | دانشگاه آزاد اسلامی قزوین             | 300         | 17           |
| چهارم (2009) | ۱۵-۱۷ فروردین 1388 | دانشگاه آزاد اسلامی قزوین             | 450         | 18           |
| پنجم (2010)  | ۱۶-۲۰ فروردین 1389 | محل دایمی نمایشگاه‌های بین‌المللی تهران | 350         | 22           |
| ششم (2011)   | ۱۶-۲۰ فروردین 1390 | محل دایمی نمایشگاه‌های بین‌المللی تهران | 350         | 22           |
| هفتم (2012)  | ۱۵-۱۹ فروردین 1391 | محل دایمی نمایشگاه‌های بین‌المللی تهران | 330         | 25           |
| هشتم (2013)  | ۱۶-۱۸ فروردین 1392 | محل دایمی نمایشگاه‌های بین‌المللی تهران | 330         | 25           |
| نهم (2014)   | ۲۰-۲۲ فروردین 1393 | محل دایمی نمایشگاه‌های بین‌المللی تهران | 295         | 24           |
| دهم (2015)   | ۱۹-۲۱ فروردین 1394 | محل دایمی نمایشگاه‌های بین‌المللی تهران | 301         | 26           |